# Flavio Cobolli
Flavio Cobolli (n. 6 mai 2002, Florența, Italia) este un jucător profesionist italian de tenis. Cea mai bună clasare a sa la simplu este locul 18 mondial, în iulie 2025, iar la dublu locul 191 mondial, în mai 2025. A câștigat două titluri ATP la simplu, Țiriac Open 2025 și Hamburg Open 2025.